# Franz Förster (Verwaltungsjurist)
Franz August Alexander Förster (* 7. Juli 1819 in Breslau; † 8. August 1878 in Berlin) war ein preußischer Rechtsgelehrter. Er machte sich verdient um Theorie und Praxis des preußischen allgemeinen Landrechts und um die Gesetzgebung Preußens sowie die des Deutschen Reiches.

## Herkunft
Seine Eltern waren der breslauischer Professor des römischen Rechts August Wilhelm Förster (* 1790; † 1826) und dessen Ehefrau Louise Ernestine Petiscus († 19. Februar 1872).

## Leben
Nach dem frühen Tod seines Vaters erhielt er seine Schulbildung durch Privatlehrer und ab 1829 auf dem Friedrich-Gymnasium in Breslauen. Danach war er auf dem Gymnasium in Neiße, da seine Mutter zeitweise mit ihren Kindern bei ihrem verwitweten Bruder wohnte. 1834 kam er auf das breslauischen Magdalenäum, wo Schönborn Direktor war. 1839 machte er seinen Abschluss und immatrikulierte dann an der Universität Breslau.
Er interessierte sich für historischen und philosophischen Studien. Aber im zweiten Semester erhielt er die Lösung einer akademischen Preisaufgabe über das Obligationenrecht des Sachsenspiegels, obwohl er weder etwas von deutschem Privatrecht, noch von älteren deutschen Sprache etwas wusste. Aber er stürzte sich mit Fleiß und der Grimmschen Grammatik in die Aufgabe; im Herbst 1841 wurde ihm in rühmlicher Anerkennung der bewiesenen Kenntnisse und seines juristischen Scharfsinns der Preis zuerkannt. Nachfolgend erhielt er Stipendien und konnte er drei Semester an der Universität Berlin studieren. Dort faszinierte ihn Savigny, daneben setzte er seine germanistischen Studien bei Jacob und Wilhelm Grimm und bei Lachmann fort. Nach seiner Rückkehr nach Breslau meldete er sich zum juristischen Doktorexamen und wurde am 23. März 1843 promoviert.

Seine Arbeit war in der Fakultät nicht unumstritten; zwei Jahre später wurde sie unter dem Titel „Die Verantwortlichkeit des Satzungsgläubigers nach dem Rechte des Mittelalters“ veröffentlichte. Diese Arbeit galt lange als eine der besten Arbeiten über älteres deutsches Pfandrecht.
Förster trat am 12. Juni 1843 als Auskultator in den preußischen Justizdienst ein und bestand am 30. Januar 1846 die Referendariatsprüfung. Wobei er in den Jahren 1843 bis 1845 lebensgefährlich erkrankt war und sich nie davon völlig erholte.
Im Frühjahr 1847 bewarb er sich in der Breslauer juristischen Fakultät um Zulassung als Privatdozent mit der Schrift:„Quid de reipublicae vi ac natura medio aevo doctum sit“. Am 23. Juli 1847 folgte seine Probevorlesung „Ueber die staatsrechtliche Bedeutung der deutschen Herzogthümer im 10. und 11. Jahrh.“ und am 3. Dezember seine feierliche Habilitation. Im Februar 1849 machte er dann die große Staatsprüfung. Während der Revolution von 1848 war er Mitglied des konstitutionellen Zentralvereins für Schlesien und ein gern gehörter Redner in politischen Versammlungen.
Förster verzichtete dann aber auf eine akademische Laufbahn, den er wollte heiraten: am 30. März 1849 verlobte er sich mit Clara Gaupp. Am 31. März 1849 kam er als Richter ad interim an das neugebildete Kreisgericht Löwenberg. Im Mai 1850 wurde er als Kreisrichter bestätigt. Auch diese Zeit nutzte er für weitere Veröffentlichungen. Am 1. November 1856 kam er als Abteilungsleiter an das Kreisgericht nach Rothenburg, aber schon im Januar 1858 kam er als Appellationsgerichtsrat nach Greifswald. Dort konnte er nun auch auf die Ressourcen der Universität Greifswald zugreifen. Er habilitierte im Herbst 1858 zum zweiten Mal und las auch mehrere Semester über preußisches Privatrecht, Staatsrecht und Zivilprozess. 1861 gab er seine Lehrtätigkeit ab; zum einen war er 1859 wieder schwer erkrankt, zum anderen hatten die Rechtswissenschaften teilweise nur 15 Studenten.
Ab 1860 begann er mit den Arbeiten an seinem Handbuch des preußischen Privatrecht, die ersten drei Bände veröffentlichte er noch in Greifswald. Durch die Qualität der Arbeiten wurde der Justizminister Leonhardt aufmerksam. So wurde Förster am 26. Mai 1868 zu legislatorischen Arbeiten in das preußische Justizministerium berufen. Bereits am 8. August 1868 wurde er zum Geheimen Justiz- und vortragenden Rat ernannt, außerdem zog er nach Berlin, wo auch seine Mutter lebte.
Im Jahr 1870 wurde er Mitglied der Justiz-Prüfungskommission sowie der Kommission für die erste juristische Prüfung und erwarb sich den Ruf eines vorzüglichen Prüfers. Förster entwarf zahlreiche Gesetze und reformierte das preußische Immobilien-Sachenrecht: Am 5. Mai 1872 erfolgten die Gesetze zum Eigentumserwerb und die dingliche Belastung der Grundstücke, Bergwerke und selbständigen Gerechtigkeiten und auch die Grundbuch-Ordnung. Auf sein Betreiben wurde der Geltungsbereich der Gesetze am 26./31. Mai 1873 auf Schleswig-Holstein, Neuvorpommern und Rügen, Hannover, Kassel, Ehrenbreitstein und Hohenzollern ausgeweitet. Am 5. Juli 1875 erfolgte das grundlegende Entwurf der Vormundschafts-Ordnung vom 5. Juli 1875.
Noch der Bundesrat des Norddeutschen hatte ein Reform zur Vereinheitlichung der Rechtsprechung angestoßen und den damaligen preußischen Justizminister Leonhard mit einem Entwurf beauftragt. Försters Entwurf kam 1872 zur Diskussion wurde aber außer von Baden und Preußen von allen abgelehnt. Insbesondere in Bayern traf die Idee eines Bundesrechtshofs auf heftigen Widerstand, man wollte die Länderhoheit behalten. Er machte zwei weitere Entwürfe, wo er seine eigenen Ideen immer weiter verwässern musste. Auch erhielt er nicht die erhoffte Direktorenstelle im Justizministerium. Das führte dazu, dass er ein Angebot seines Freundes und Kultusministers Falk annahm und am 25. Februar 1874 zum Ministerialdirektor für Kirchenangelegenheiten wurde, dazu wurde er zum Wirklichen Geheimen Ober-Regierungsrat befördert.
Am 1. März 1874 wechselte er offiziell vom Justizministerium in das Kultusministerium. Er fand dort viel Arbeit vor, war Preußen doch gerade im Kulturkampf verstrickt. Das Gesetz vom 25. Mai 1874 bezüglich die evangelische Kirchengemeinde- und Synodal-Ordnung, die Verordnung vom 2. Dezember 1874 betreffend die Pfarrwahl und das Gesetz vom 3. Juni 1876 betreffend die evangelische Kirchenverfassung entstammen seiner Feder. Er nahm auch an den Verhandlungen der ersten außerordentlichen Generalsynode teil, in der die Generalsynodal-Ordnung vom 20. Januar 1876 beraten wurde. Seine Ernennung zum Präsidenten des evangelischen Ober-Kirchenrates, die für das Jahr 1877 geplant war, schlug er aus.
Im Frühjahr 1878 befiehl ihn ein Lungenleiden, aber die Nierenentartung war in ihr letztes Stadium getreten. Er starb am 8. August.

### Werke
- „De creditoris pigneraticii praestationibus e praeceptis juris Germanici“ (Vrat. 1843)
- „Die Unabsetzbarkeit der Richter und die Gesetze vom 29. März 1844“ (Schles. Provinzial-Blätter, 1845, Bd. 122, S. 253 ff., 377 ff.)
- „Der neue preußische Civil-Proceß“ (Schles. Provinzial-Blätter 1846, Bd. 124, S. 134 ff., 466 ff.)
- „Die Verbesserung des Gefängnißwesens“ (Schles. Provinzial-Blätter S. 361 ff.)
- „Theorie der preuß. Ges. über das Eigenthum am Kirchenvermögen“ (Suckow’s Prophet VIII, 1846, S. 225 ff.)
- „Das Gesetz vom 17. Juli 1846“ (Breslauer Ztg., 1846, Nr. 180)
- „Ueber Vergangenheit und Gegenwart des monarchischen Princips in Teutschland“ (Neue Jahrb. der Gesch. u. Politik, 1846, II, 111 ff.)
- „Klage und Einrede nach preußischem Recht“, 1857
- „Einiges zur Lehre von der Rechtskraft“, 1860, Beiträge zur Erläuterung des preußischen Rechts durch Theorie und Praxis, Band 2,S. 343ff
- „Theorie und Praxis des heutigen gemeinen preußischen Privatrechts auf der Grundlage des gemeinen deutschen Rechts“ (1865–1873), 4 Bände, Band 1,Band 2,Band 3,Band 4
- Preußisches Grundbuchrecht, Digitalisat

## Familie
Er heiratete am 5. Oktober 1850 Clara Gaupp (1828–1913), eine Tochter des Professors Ernst Theodor Gaupp. Das Paar hatte vier Kinder:
- Helene ⚭ N.N. Westphal, Generalmajor z. D.
- Reinhart, Oberlandesgerichtsrat in Hamm
- Paul, Hauptmann und Kompaniechef bei der Unteroffiziersschule in Potsdam
- Erich (* 4. November 1865; † 12. Oktober 1945), Theologe ⚭ 1894 Ilse Fraas (1872–1950)